# 후지와라 소야
후지와라 소야(일본어: 藤原 奏哉, 1995년 9월 9일~)는 일본의 축구 선수이다.

## 구단 경력
그는 2018년 J3리그의 기라반츠 기타큐슈에 입단했다. 2019년 J3리그 우승으로 J2리그로 승격했다. 2020년까지 72경기에 출전하여, 3득점을 넣었다. 2021년 알비렉스 니가타로 이적했다. 2022년 J2리그 우승으로 J1리그로 승격했다. 2024년에 J리그컵 준우승.